# Акиени
Акиени (фр. Akiéni) — небольшой город на северо-востоке Габона. Административный центр департамента Лекони-Леори в провинции Верхнее Огове. Расположен в долине на северном берегу реки Баниака. Протяжённость Акиени с юга на север составляет 3612 километра, с запада на восток — 2350 км. В городе расположен аэропорт Акиени. Население по данным переписи 2013 года составляет 10028 человек.

## Известные уроженцы
- Ндуна Депено[англ.] (Ndouna Dépénaud) — габонский писатель
- Люк Марат Абила[англ.] (Luc Marat Abyla) (1937-1977) — габонский политик
- Жан-Мари Адзе[англ.] (Jean-Marie Adzé) (род. 1956) — габонский политик и бывший дипломат
- Жан-Бонифас Асселе[англ.] (Jean-Boniface Assélé) (род. 1939) — габонский политик